# Passelsdorf
Passelsdorf ist ein Ortsteil der Stadt  Nabburg im Oberpfälzer Landkreis Schwandorf (Bayern).

## Geografie
Passelsdorf liegt 360 Meter westlich der Bundesautobahn 6 und ungefähr 3,8 Kilometer nordwestlich von Nabburg.

## Geschichte
Im Salbuch von 1473 wurde Passelsdorf (auch: Pätzelstorf, Pätzelsdorf, Petzelsdorf, Patzelsdorf, Päzlstorf, Bazelstorf) mit einer Steuer von 2 Schilling und 25 Pfennig aufgeführt. Im Salbuch von 1513 war Passelsdorf mit Jägergeld jährlich von 1 Hof, 2 Dreiviertelhöfen und 1 Halbhof und Naturalzins an Fastnachtshühnern verzeichnet.
Während des Dreißigjährigen Krieges erlebte die Region einen Bevölkerungsrückgang. 1500, 1523, 1583 hatte Passelsdorf 4 Untertanen, 1631 waren es 2 und 1712 nur noch ein Untertan. Die Kriegsaufwendungen betrugen 360 Gulden.
Im Amtsverzeichnis von 1596 erschien Passelsdorf mit einem Dreiviertelhof und 1 Halbhof. Im Türkensteueranlagsbuch von 1606 waren für Passelsdorf 1 ganzer Hof, ein Halbhof, 2 Ochsen, 3 Kühe, 3 Rinder, 16 Schafe, 2 Frischlinge und eine Steuer von 6 Gulden und 38½ Kreuzer eingetragen. Zusätzlich zur Gutsherrschaft Schwarzenfeld gehörig ein Hof laut Steuerbuch von 1630 mit 4 Ochsen, 2 Kühen, 3 Kälbern, 3 Frischlingen, und eine Steuer von 3 Gulden, 12 Kreuzer und 1 Pfennig und zu Wolfring gehörig ein Hof, 4 Ochsen, 3 Kühe, 6 Rinder, 1 Schwein, 2 Frischlinge und eine Steuer 2 Gulden, 56 Kreuzer und 2 Pfennige.
Im Herdstättenbuch von 1721 erschien Passelsdorf mit 2 Anwesen, 3 Häusern und 3 Feuerstätten. Zusätzlich zu Schwarzenfeld gehörig ein Anwesen mit einem Haus und einer Feuerstätte und zu Wolfring gehörig 1 Anwesen, 1 Haus, 1 Feuerstätte. Im Herdstättenbuch von 1762 erschien Passelsdorf mit 2 Herdstätten, kein Inwohner und einer Herdstätte im Hirtenhaus mit einem Inwohner. Zusätzlich zu Schwarzenfeld gehörig eine Herdstätte und zu Wolfring gehörig 1 Herdstätte, kein Inwohner. 1792 hatte Passelsdorf 2 hausgesessene Amtsuntertanen. Zusätzlich zu Schwarzenfeld gehörig ein hausgesessener gutsherrschaftlicher Untertan. 1808 gab es in Passelsdorf 4 Anwesen.
1819 gehörte Passelsdorf teils zum Patrimonialgericht Schwarzenfeld, teils zum Patrimonialgericht Wolfring und teils zum Landgericht Nabburg. Die Patrimonialgerichte hatten bis 1848 Bestand und fielen dann an den Staat.
1808 begann in Folge des Organischen Ediktes des Innenministers Maximilian von Montgelas in Bayern die Bildung von Gemeinden. Dabei wurde das Landgericht Nabburg zunächst in landgerichtische Obmannschaften geteilt. Passelsdorf kam zur Obmannschaft Brudersdorf. Zur Obmannschaft Brudersdorf gehörten: Brudersdorf, Diepoltshof, Passelsdorf, Lissenthan, Etzelhof, Bergelshof und Ödhof.
Dann wurden 1811 in Bayern Steuerdistrikte gebildet. Dabei kam Passelsdorf zum Steuerdistrikt Brudersdorf. Der Steuerdistrikt Brudersdorf bestand aus den Dörfern Brudersdorf, Passelsdorf und Diepoltshof und der Einöde Oedhof. Er hatte 26 Häuser, 155 Seelen, 230 Morgen Äcker, 100 Morgen Wiesen, 110 Morgen Holz, 3 Weiher, 12 Morgen öde Gründe und Wege, 1 Pferd, 16 Ochsen, 36 Kühe, 50 Stück Jungvieh, 100 Schafe und 24 Schweine.
Schließlich wurde 1818 mit dem Zweiten Gemeindeedikt die übertriebene Zentralisierung weitgehend rückgängig gemacht und es wurden relativ selbständige Landgemeinden mit eigenem Vermögen gebildet, über das sie frei verfügen konnten. Hierbei kam Passelsdorf zur Ruralgemeinde Brudersdorf. Die Gemeinde Brudersdorf bestand aus den Ortschaften Brudersdorf mit 10 Familien, Passelsdorf mit 9 Familien, Diepoltshof mit 7 Familien, Ödhof mit einer Familie, Lissenthan mit 10 Familien, Etzelhof mit 7 Familien und Bergelshof mit 6 Familien. Die Gemeinde Brudersdorf blieb bis 1972 bestehen und wurde dann nach Nabburg eingegliedert.
Passelsdorf gehörte vom 18. bis zum 20. Jahrhundert zur Filialkirche Brudersdorf der Pfarrei Nabburg, Dekanat Nabburg. Zur Filialkirche Brudersdorf, gehörten neben Brudersdorf noch Legendorf, Etzelhof, Lissenthan, Diepoltshof, Passelsdorf, Obersteinbach, Fraunberg, Ragenhof und Windpaißing.

## Einwohnerentwicklung ab 1819
| Jahr | Einwohner  | Gebäude |
| ---- | ---------- | ------- |
| 1819 | 9 Familien | k. A.   |
| 1828 | 40         | 6       |
| 1838 | 37         | 6       |
| 1864 | 36         | 32      |
| 1875 | 35         | 25      |
| 1885 | 41         | 6       |
| 1900 | 37         | 6       |
| 1913 | 38         | 5       |

| Jahr | Einwohner | Gebäude |
| ---- | --------- | ------- |
| 1925 | 40        | 5       |
| 1950 | 43        | 5       |
| 1961 | 25        | 5       |
| 1964 | 40        | 6       |
| 1970 | 33        | k. A.   |
| 1987 | 33        | 6       |
| 2011 | 25        | k. A.   |

## Tourismus
Durch Passelsdorf verläuft der vom Oberpfälzer Waldverein betreute Karl-Krampol-Weg, ein 81 Kilometer langer Wanderweg von Amberg nach Schwarzach an der tschechischen Grenze.